# Chohal
Chohal is een census town in het district Hoshiarpur van de Indiase staat Punjab. 

## Demografie
Volgens de Indiase volkstelling van 2001 wonen er 7433 mensen in Chohal, waarvan 59% mannelijk en 41% vrouwelijk is. De plaats heeft een alfabetiseringsgraad van 71%. 